# Guia (Pombal)
Guia ist ein Ort und eine ehemalige Gemeinde (Freguesia) im portugiesischen Kreis Pombal. Die Gemeinde hatte 2672 Einwohner (Stand 30. Juni 2011).
Am 29. September 2013 wurden die Gemeinden Guia, Ilha und Mata Mourisca zur neuen Gemeinde União das Freguesias de Guia, Ilha e Mata Mourisca zusammengeschlossen. Guia ist Sitz dieser neu gebildeten Gemeinde.